# المخلطة

تعديل مصدري - تعديل

المخلطة إحدى حارات مدينة العدين بمحافظة إب، بلغ تعداد سكانها 986 نسمة حسب تعداد اليمن لعام 2004.